# Camponotus havilandi
Camponotus havilandi är en myrart som beskrevs av Arnold 1922. Camponotus havilandi ingår i släktet hästmyror, och familjen myror. Inga underarter finns listade.